# Rita Garman
Rita B. Garman, née le 19 novembre 1943 à Aurora (Illinois), est une juge à la Cour suprême de l'Illinois depuis 2001.